# Kumite
Kumite (組手, encontro de mãos) é nas modalidades modernas das artes marciais japonesas um dos componentes de treinamento e de competição, é a luta, o combate. No caratê, conjuntamente com o kihon e o kata forma a tríade básica de sua didática. É classificado conforme a finalidade pedagógica. Nem sempre foi parte das aulas porque os mestres consideravam arriscado praticá-lo sem necessidade real de luta.
Ordinariamente, existem três tipos de treino com luta: jyu kumite, ou combate livre com controle; shiai kumite, combate de competição, semi-livre, com controle extremo dos golpes; e yakusoku kumite, combate combinado.

## Yakusoku kumite
Yakusoku kumite (約束組手) é o combate combinado assume diversas designações., conforme o estilo de caratê Assim no estilo Shotokan, por exemplo, chama a modalidade de kihon kumite (基本組手) e possui as variantes:
- ippon kumite (一本組手), um movimento, tendo por objetivo criar no praticante a ideia de vencer com um único golpe para isso é necessário o desenvolvimento de habilidades acessórias, como observação, para análise das situações. A noção de espaço e tempo (maai, em japonês) torna-se fator preponderante, bem como o conhecimento real do próprio corpo e de seus limites físicos e mentais.
- sanbon kumite (三本組手), três movimentos, tendo por objetivo aumentar a agilidade de quem ataca e de quem defende. Deve ser executado com a máxima intensidade e velocidade de movimentos, pois só assim o controle necessário ao domínio das técnicas utilizadas poderá ser alcançado. O corpo deverá trabalhar como uma unidade que se desloca pela área de combate.
- gohon kumite (五本組手), cinco movimentos, cujo escopo é fortalecer o vigor dos praticantes através de sequências de ataque e defesa. O gohon kumite deve ser praticado a exaustão, procurando realizar cada movimento com a maior precisão e fidelidade possível.

## Shiai kumite
Shiai kumite (試合組手, luta recreativa) é combate com regras oficiais e tempo definido, é a modalidade utilizada em competições. E, de acordo com a organização promotora do evento, variam as contagem e valoração das técnicas, sendo as mais comuns shobu ippon, shobu ippon han e nihon, ou, um, um e meio e dois pontos, respectivamente.

## Jyu kumite
Jyu kumite (自由組手, Jiyū kumite, combate livre), sem regras, uso livre de todo o tipo de técnica, tanto de braços como de pernas, luxações, projeções, estrangulamentos, etc. Todavia, os praticantes devem ter em mente o respeito para com o colega e não procurar um golpe realmente traumatizante, pois a finalidade é desenvolver a arte marcial e não vencer o outro.
A modalidade possui uma variante chamada jyu ippon kumite (自由一本組手), que é uma luta semilivre a um único golpe, tendo por objetivo favorecer o desenvolvimento de vivências corporais nas situações de luta real e assim preparar o corpo e a mente para as mesmas.

## Jissen kumite
Jissen kumite (実戦組手) é a luta decorrente de um desafio ou de um embate para medir as habilidades dos contendores. Nos estilos tradicionais, era principalmente oriundo de um desafio pessoal ou da prática de dojo yaburi, que consistia em se desafiar um dojô no qual se pretendia ingressar. Não se trata, pois, de uma forma de treinamento. Era a regra, contudo, que fosse realizado com vênia e honra.